# Угольная (Боханский район)
Угольная — деревня в Боханском районе Иркутской области России. Входит в состав Каменского муниципального образования. 

## География
Находится в 8 км к северо-востоку от центра сельского поселения, села Каменка, в 32 км к северо-западу от районного центра, посёлка Бохан, в 1 км к востоку от правого берега Ангары.

## Население
| 2002 | 2010 | 2011 | 2012 |
| ---- | ---- | ---- | ---- |
| 136  | ↘102 | →102 | ↘100 |

По данным Всероссийской переписи, в 2010 году в деревне проживали 102 человека (57 мужчин и 45 женщин).